# 窗税

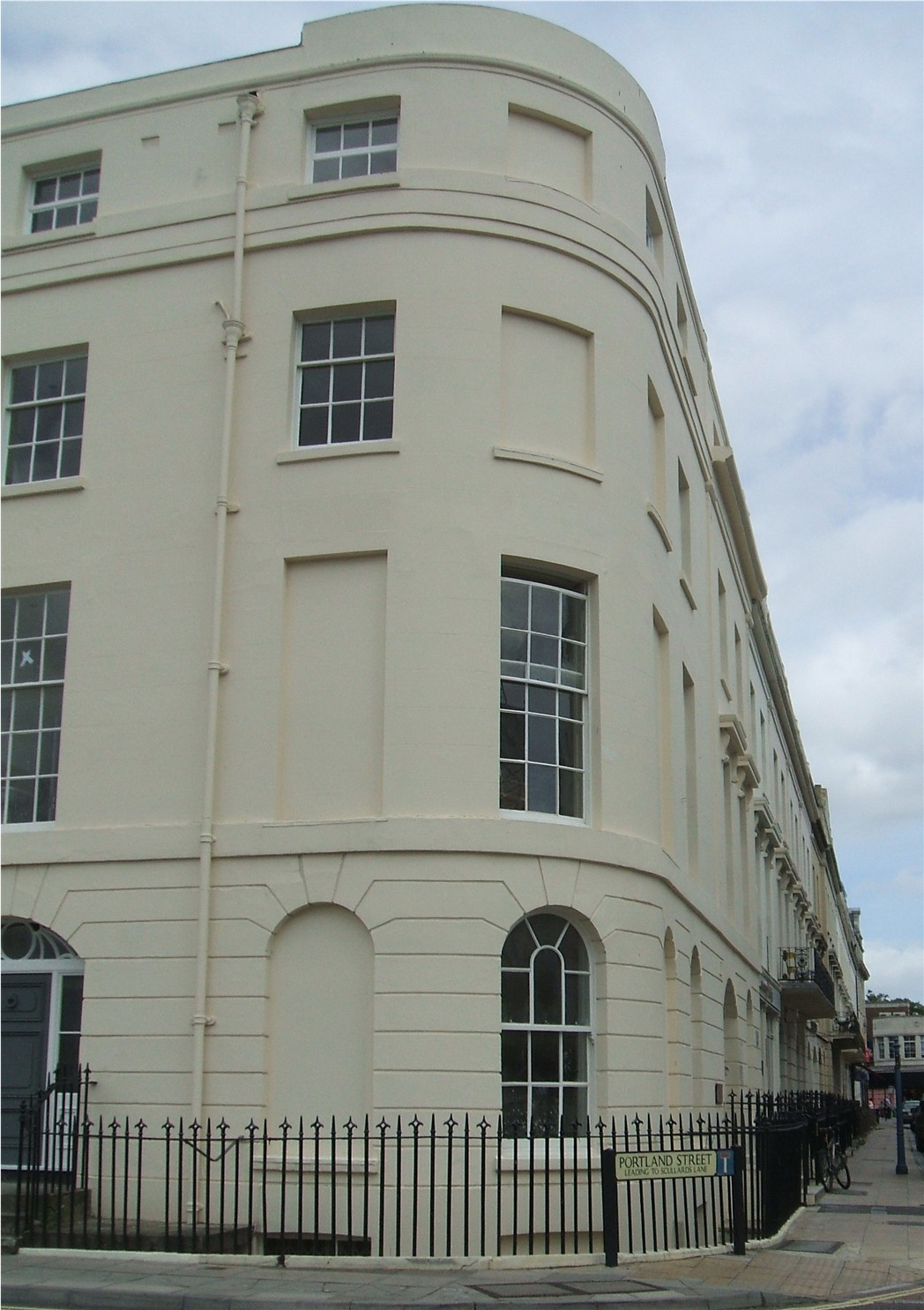
位於英国英格兰南安普敦砵蘭街的一座樓宇。業主當年因逃避窗稅而將部份窗戶封起。

窗税是英国、法国、西班牙等国历史上曾向建筑物门窗征收的税种。由於輿論批評窗稅無異於向「光和空氣」徵稅，坊間不少業主索性將窗戶封起以逃避交稅。在輿論壓力下，窗税最终于19世纪至20世纪被各国陆续废除。

## 英国窗税
英國窗稅（window tax）是1697年英格兰国王威廉三世在位期間，政府透過制定《解決削邊錢幣不足法案》（Act of Making Good the Deficiency of the Clipped Money）而開徵的稅項，當時用意是希望透過稅收來鑄造充足的錢幣，至於選擇開徵窗稅的另一原因。此外，引入窗稅以前，英國亦曾經開徵過壁爐稅（hearth tax），按房屋的壁爐多寡收稅。不過，由於壁爐在屋外往往難於觀察，評稅人員要入屋才能確知樓宇的壁爐數目，結果此稅被指侵犯私隱，而於1689年廢除。
窗稅最初設立時，共分兩部份，第一部份是對每座樓宇劃一收取固定的2先令稅款；第二部份的稅款則按樓宇窗戶數目的多寡而釐訂。按當初規定，一座樓宇凡擁有10度或以上窗戶，都要繳交第二部份的稅款，擁有10至20度窗戶的樓宇業主要交4先令，多於20個窗戶的要交8先令。在1766年，政府修例，擁有7度或以上窗戶的樓宇都要繳納第二部份的稅款，這個下限後來又於1825年上調為8度窗戶；而原本第一部份的樓宇固定稅率後來亦於1778年改為浮動稅率，並按物業的價值徵稅。任何人士，凡因貧困原因而獲豁免繳納教會稅（Church Rate）或濟貧稅（Poor Rate），都可免繳窗稅。
一般而言，窗稅的評稅工作相當其他稅項簡易，房屋愈大，窗戶愈多，業主就要相對繳交更多的稅。然而，窗稅尤其對當時的中產階級構成很大負擔，使之相當不受歡迎，有輿論更認為此舉無異於向「光和空氣」徵稅。不少人為了減輕負擔，索性將一些窗戶封起，因此時至今日，英國到處仍可見到一些窗戶被封起的歷史建築。相反，對富有人家而言，房產擁有大量窗戶卻變相成了標榜身份及地位的手段，所以不少富家大族都愛在他們的房產多辟窗戶。
窗稅在1697年首年開徵就為庫房帶來120萬英鎊的收入，自1747年至1808年間，稅率曾經上調至少6次，但稅率後來於1823年下調。在1850年及1851年之交的冬天期間，英國輿論強烈要求政府廢除窗稅，最終促使政府在1851年7月24日正式廢除窗稅，取而代之的是房產稅（House Duty），向有住人的房屋開徵。在廢除之前一年，窗稅共為庫房帶來185.6萬英鎊稅收，而在英格蘭，大約有6,000座房屋擁有50度或以上的窗戶，另有約275,000座房屋有10度或以上的窗戶，而擁有7度或以下窗戶的樓宇則有725,000座。
有意見認為英语一词（意思類似「賣這麼貴根本是搶劫」）源於人們對窗稅的批評。然而沒有證據支持這種說法。根據《牛津英文辭典》解釋，此片語的最早紀錄遲至1949年才出現，即是在窗稅廢除後大約100年才開始被引用。不過，也有意見認為，《牛津英文辭典》所指的只是最早可查證的文字紀錄，而事實上，英國劇作家夏勞特·貝力吉候斯（Harold Brighouse）在1916年所作的經典戲劇《霍布森的選擇》（Hobson's Choice）入面，已曾引用過此一片語，所以它即使出現在更早的年代亦不足為怪。

## 法国门窗税
法国的相应税种名为门窗税（法語：impôt sur les portes et fenêtres），法国大革命时期督政府根据共和七年霜月四日法令（1798年11月24日）引入该税种，直至1926年废除为止。当时门窗税与地税、动产税和专利税并列为法国四大直接税，其中后三者均由1789年制宪会议确立。
门窗税根据门窗的数量和大小征收，并不考虑公共道路和建筑、住宅和工厂的园地、庭园、田野、牧地，以及农村建筑物的门窗、屋顶窗（老虎窗和门头窗）通风地窖等。门窗税只针对业主征收，适用比例原则，财力越雄厚支付的税越多。
门窗税被批评为推动建造不卫生住房的税种。为减免门窗税，业主动用了各种计策，或是建造小窗户，导致房屋光线阴暗、通风不良，或是拆除窗户内部的窗棂以减少窗户数量，或是建造假窗户，或是用黄褐色图纸遮住窗户，诸如此类不一而足。
维克多·雨果小说《悲惨世界》借米里哀主教之口控诉了门窗税的弊端，他在布道时说：“我亲爱的兄弟和朋友们，法国有一百三十二万间农房只有三扇门窗，一百八十七万间农房只有一门一窗，三十四万六千间小屋甚至连门都没有。这全都是门窗税搞的鬼。这些可怜的家庭，尤其是老妇人和小孩，只能住在这种房子里，发着烧生着病。唉，真心愿主赐太平于法律和人民！”
法国国王查理十世在位时（1824年—1830年），税务员以丈量土地为主业，大地主主导的选举制度得以确立。1830年税务员计算门窗税的专利及所得税收和城市资产阶级的投票权均被取消，随即引发了七月革命。
战间期时代（1918年—1939年），门窗税造成了对建设用地征税的双重征税，且税率很低（每年六千万法国法郎），自世纪之交以来，廉价住房可免征门窗税十年。1926年法国废除门窗税，转而征收所得税。与此同时，1914年起地税对建筑用地征税，1917年起地税对非建筑用地征税。1974年地税转化为对已建成和未建成的房产征收的房产税，房产税则转化为住宅税。

## 西班牙窗税
西班牙历史上也曾征收窗税，最终于1910年废除。

## 外部連結
- 北約克郡的窗戶 （页面存档备份，存于）（英文）